# Спільна робоча група Україна–НАТО з питань воєнної реформи

Flag of NATO

Спільна робоча група Україна–НАТО з питань воєнної реформи (англ. NATO-Ukraine Joint Working Group on Defence Reform або JWGDR)) — провідна структура, що спрямована на підтримання співпраці України і НАТО у реформуванні сектора оборони й безпеки.
Групу було засновано у 1998 році під егідою Комісії Україна — НАТО з метою реалізації ініціатив у галузі цивільно-військових відносин, демократичного контролю і цивільного управління Збройними Силами та іншими структурами безпеки, оборонного планування, політики у галузі оборони, розробки стратегій та концепцій національної безпеки.

## Передумови виникнення
Вагоме місце у процесах розвитку партнерства з НАТО посідає Україна. Співробітництво між НАТО та Україною у галузі оборонної реформи та реформисектора безпеки за своїм обсягом випереджає співпрацю Альянсу з будь-якою іншою країною-партнером. Вона, яка першою на пострадянському просторі приєдналася до програми «Партнерство заради миру» у 1994 р., має статус особливого партнера, закріплений відповідними документами, передусім Хартією про особливе партнерство між Україною та НАТО, підписаною в Мадриді в липні 1997 р. Відповідно до положень Хартії у 1998 році була заснована Спільна робоча група Україна-НАТО з воєнної реформи (СРГ ВР).

## Як функціонує СРГ ВР
У засіданнях СРГ ВР беруть участь представники усіх країн-членів Альянсу і України. Засідання відбуваються під головуванням помічника Генерального секретаря НАТО з питань оборонної політики і планування.
Засідання основного складу СРГ ВР відбуваються щоквартально на рівні експертів, а на найвищому рівні з 2002 року щорічно за участю чільних посадовців країн Альянсу та України. Організовуються неофіційні консультації з питань оборонної реформи та реформи структур безпеки, у яких беруть участь міністри оборони України та країн Альянсу, а також провідні експерти у галузі безпеки та оборони.
До того ж СРГ ВР є підставою для співпраці між міністерствами і відомствами, які займаються реформуванням Збройних Сил України, зокрема Радою національної безпеки та оборони, Міністерствами закордонних справ, Прикордонною службою, Верховною Радою України.

## У чому полягає співпраця
Завдання спільної діяльності в оборонній сфері можна згрупувати в чотири ключові напрями, які охоплюють весь спектр нашої відповідної взаємодії з Альянсом, а саме:
- підтримання воєнно-політичного діалогу;
- сприяння реформуванню й розвитку Збройних Сил України;
- забезпечення внеску в міжнародну безпеку та підтримання миру;
- оборонно-технічне співробітництво.

### Оборонний огляд
Головним напрямом співпраці під егідою СРГ ВР є допомога Україні у складанні плану дії для здійснення реформ у сфері оборони. У 2003 році НАТО запропонувало і підтримувало Україну у проведенні оборонного огляду — комплексу заходів, спрямованих на виявлення оборонних потреб країни і співвідношення їх з наявними ресурсами; підготовку пропозицій щодо подолання проблем Збройних Сил і можливостей запровадження їх вирішень з найбільш оптимальними витратами. Це допомогло Україні визначити напрям оборонних реформ аж до 2015 року.
Сьогодні ж НАТО підтримує впровадження оборонного огляду і сприяє у підготовці України до повномасштабного огляду сектору національної безпеки, який повинен виходити за рамки Міністерства Оборони і Збройних Сил для вирішення проблем в усіх структурах і установа, які мають відношення до безпеки держави.
Також надана підтримка щодо демілітаризації сектора безпеки України, шляхом співпраці з військами Міністерства внутрішніх справ і з Міністерством надзвичайних ситуацій.

### Інші напрями співпраці
Завдяки СРГ ВР Україна має можливість скористатися досвідом та експертними знаннями країн НАТО у цивільно-військових відносинах, управлінні Збройними Силами та іншими структурами безпеки, оборонному плануванні, розробці стратегій та концепцій національної безпеки. Також СРГ ВР надає допомогу у підготовці Річних національних програм (РНП) та оцінки результатів їх імплементації в частині оборонних і безпекових аспектів.
РНП є ключовим робочим інструментом, у якому визначаються поточні та подальші завдання співпраці України і НАТО в оборонній та інших сферах практичної взаємодії.

## Програми, які реалізуються під егідою СРГОР
Започатковано і реалізуються наступні спільні програми і проекти:
- Програма з професійного розвитку цивільного персоналу сектору безпеки і оборони України;
- Мережа партнерства Україна-НАТО з підвищення обізнаності громадянського суспільства;
- Програма НАТО/ПЗМ з розбудови цілісності та прозорості оборонних інституцій;
- Консультації експертів Україна-НАТО з питань реформування сектору розвідки і безпеки
- Консультації експертів Україна-НАТО з питань кібернетичного захисту.

## Програма з професійного розвитку цивільного персоналу сектору безпеки і оборони України
Програма започаткована у жовтні 2005 року під час консультацій Україна–НАТО високого рівня у м. Вільнюс, Литва. Вона реалізується за механізмом «Трастового фонду НАТО». Програма дає можливість для представників України навчатися у навчальних закладах держав НАТО за програмами фахової і мовної підготовки завдяки внескам країн Альянсу.
З 2009 року Програма розширила свою роботу з Міноборони, одночасно охопивши й інші безпекові структури (РНБО, МЗС, ВВ МВС, СБ, Мінфін, Мін'юст, - АДПС [Архівовано 13 серпня 2014 у Wayback Machine.], ДПС, СЗР, ГУР МО, Головдержслужба). У рамках Програми з 2006 року на навчальних курсах, стажуваннях, семінарах як в Україні, так і за кордоном, щорічно забезпечується підготовка близько 600—700 українських фахівців.
На цей час продовжується робота щодо розширення діяльності Програми на інші органи державної влади України, насамперед на ті, які залучаються до реалізації РНП. Також опрацьовується питання щодо передачі функцій менеджменту Програмою українській стороні.
Наприкінці 2012 року Україна приєдналася до програми НАТО «Удосконалення військової освіти». Програма дає можливість реформування системи військової освіти в Україні до найкращих світових стандартів.
У контексті реалізації Програми в липні 2013 р. було схвалено план дій на 2013—2016 рр., який передбачає надання Україні допомоги в удосконаленні критично важливих напрямів професійного розвитку викладацького складу й керівництва обраних військових навчальних закладів України, а також у розробці навчальних програм.

## Мережа партнерства Україна-НАТО з підвищення обізнаності громадянського суспільства
Проект започатковано підписанням Листа про наміри під час консультацій Україна-НАТО на рівні міністрів оборони 5 жовтня 2006 у м.Сінтра (Португалія). Мережа партнерства є відкритою міжнародною недержавною комунікативною системою між неурядовими та громадськими організаціями України і держав НАТО для встановлення контактів, обміну досвідом, поширення інформації та вивчення суспільної думки у сфері безпеки і оборони.
Важливим є пошук шляхів вирішення проявів корупційної діяльності в оборонних структурах. Україна реалізувала проекз з Самооцінки її оборонних та безпекових структур на предмет виявлення корупційних ризиків і вироблення відповідних пропозицій щодо їх нейтралізації. Було надано допомогу в розробці та затвердженні національної антикорупційної стратегії.

## Обороно-технічна кооперація НАТО і України та Програма НАТО/ПЗМ
Основним механізмом розвитку співробітництва у сфері оборони є Спільна робоча група Україна — НАТО з оборонно-технічного співробітництва (СРГО), яка діє у рамках Комісії Україна — НАТО.
Співпраця у цій сфері набула ознак системного характеру. Під час засідань СРГО вирішуються питання щодо нових механізмів співпраці в військово-технічній сфері.
Представники України на постійній основі беруть участь у засіданнях груп, підпорядкованих Конференції національних директорів з озброєнь. На обговорення виносяться теми щодо озброєння сухопутних військ, військово-повітряних і морських сил, питання управління циклом озброєнь, питання з безпеки боєприпасів, співробітництва з промислово-дорадчою групою НАТО.

Обороно-технічна співпраця направлена також і на знищення надлишкових боєприпасів в Україні. Після розпаду Радянського Союзу на території України залишилась велика кількість боєприпасів, яка може спричинити шкоду для населення. Зважаючи на це Україна вирішила знищити непотрібні боєприпаси.
Зокрема, протягом 2002—2003 рр. за допомогою НАТО в Україні було реалізовано проект з утилізації 400 тис. протипіхотних мін. Вартість проекту складала 800 тис. дол. США. Провідною країною з реалізації проекту виступала Канада.
З 2005 року Україна бере учать у проекті Трастового фонду НАТО/ПЗМ, який полягає в утилізації 133 тисяч тонн боєприпасів, 1,5 мільйонів одиниць легкого озброєння і стрілецької зброї (ЛОСЗ), 1 тисячі одиниць переносних зенітно-ракетних комплексів (ПЗРК). Проект триватиме 12 років і складатиметься з 4 етапів.

## Допомога НАТО у подоланні кризи в Україні
Генеральний секретар НАТО Андерс Фог Расмуссен під час свого візиту до Києва 7 серпня 2014 року заявив: «Підтримка суверенітету і територіальної цілісності України від НАТО непохитна. Наше партнерство триває багато років. Воно міцне і у відповідь на агресію Росії НАТО співпрацює ще тісніше з Україною, щоб реформувати її збройні сили і оборонні інституції.»
НАТО підтримує територіальну цілісність України і допоможе їй у якомога скорішому подоланні кризи та продовженні реформування національного сектора безпеки та оборони. Про це йшлося на позачерговому засіданні Спільної робочої групи Україна — НАТО з питань воєнної реформи (СРГ ВР) у штаб-квартирі НАТО в Брюсселі, інформує Управління преси та інформації Міністерства оборони України.
«Учасники засідання висловили підтримку територіальній цілісності України, засудили дії керівництва Російської Федерації в Криму, наголосили на готовності надати підтримку нашій державі у якомога скорішому подоланні кризи та продовженні реформування національного сектора безпеки і оборони, а також закликали продовжити інтенсивні політичні та воєнно-політичні консультації з Україною», — йдеться у повідомленні.

## Співробітницто у 2012 році
5 липня 2012 р. у штаб-квартирі НАТО (м. Брюссель, Бельгія) відбулося чергове засідання Спільної робочої групи Україна-НАТО з питань воєнної реформи (СРГ ВР), яке пройшло під головуванням помічника заступника Генерального секретаря НАТО з оборонної політики і планування Х.Браусса.
З української сторони у засіданні взяли участь директор Національного інституту стратегічних досліджень при Президентові України Єрмолаєв А. В., керівник Департаменту воєнної безпеки Апарату РНБО України В.Омельянчук, заступник Глави Місії України при НАТО з оборонних питань В.Корендович, співробітники Місії України при НАТО.
Під час засідання українською стороною презентовано основні положення нових редакцій Стратегії національної безпеки України та Воєнної доктрини України, затверджених відповідними Указами Президента України В.Януковича у червні 2012 р., а також висвітлено погляди стосовно пріоритетних напрямів подальшого співробітництва Україна-НАТО у сфері безпеки і оборони в контексті імплементації зазначених стратегічних документів.
Результати подальшої дискусії засвідчили, що стороною НАТО надається дуже високе значення факту затвердження в Україні нових стратегічних документів у сфері безпеки і оборони. Як було зазначено, ці документи закладають базис для продовження воєнно-політичного діалогу сторін, утворюють міцну основу для підтримання і подальшого розвитку конструктивного партнерства між Україною та НАТО. Підтверджено готовність Альянсу надавати всіляке сприяння Україні в її зусиллях щодо практичної імплементації нових стратегічних документів та здійсненні реформування сектору безпеки і оборони держави. У рамках цього учасниками засідання позитивно сприйнято порушену українською стороною пропозицію щодо можливості проведення чергового засідання Комісії Україна-НАТО на рівні міністрів оборони у жовтні 2012 р..
У ході візиту також відбулися двосторонні зустрічі членів делегації України з заступником Генсекретаря НАТО з політичних справ і політики безпеки Д.Бренгельманном, заступником Генсекретаря НАТО з оборонних інвестицій П.Оруа, помічником заступника Генсекретаря НАТО з оборонної політики і планування Х.Брауссом. Під час зустрічей обговорено широке коло питань, що стосуються сфери безпеки і оборони та практичного співробітництва України з Альянсом.